# Луназин
Луназин (англ. Lunasin) — биоактивный пептид сои, состоящий из 43 аминокислот, который обладает противоопухолевым и противовоспалительным свойствами. Название пептида было взято из филиппинского слова Lunas, что означает «лечение».
Хотя ранее предполагалось, что этот пептид находится также в семенах ряда злаков, в более поздних исследованиях генома и иммунологических исследованиях найти его нигде, кроме как в сое, не удалось.
Молекулярные биологи из Мексики принялись исследовать биоактивные пептиды в протеинах амаранта. И в 2008 году они обнаружили в щирице пептид луназин, который раньше был идентифицирован в сое.
Разработаны методы для выделения высокоочищенного луназина из белых оболочек семян, побочного продукта переработки сои. Кроме того, предложен метод получения луназин-содержащей фракции путём экстракции соевой муки 30 % этанолом с последующим осаждением солями кальция. Всего за 2 часа такой метод позволяет получить из 100 грамм муки порядка 3-х грамм биологически активного вещества, способного подавлять экспрессию ряда провоспалительных цитокинов.